# Nordlig opossumråtta
Nordlig opossumråtta (Bettongia tropica) är en pungdjursart som beskrevs av Elsie Maud Wakefield 1967. Bettongia tropica ingår i släktet opossumråttor och familjen råttkänguruer. Inga underarter finns listade.

## Utseende
Arten har en 30 till 38 cm lång kropp (huvud och bål), en svanslängd av 29 till 36 cm och en vikt av 1,0 till 1,5 kg. Den liknar med sina kraftiga bakben en liten känguru men den påminner även om en råtta. De långa bakre extremiteterna används för att hoppa framåt och de korta armarna med händer som är utrustade med klor används för att gräva. Nosen är ungefär konformig med en naken spets. På ovansidan förekommer tät gråbrun päls. Nordlig opossumråtta har krämfärgad päls på undersidan. Det finns en svart tofs vid svansens slut. Svansen är i viss mån ett gripverktyg.

## Utbredning
Denna opossumråtta förekommer bara i några begränsade områden i nordöstra Australien (Queensland). Den vistas i regioner som är 800 till 1 200 meter höga. Habitatet utgörs av olika slags skogar.

## Ekologi
Individerna vilar på dagen i ett självbyggt näste av gräs som göms i en jordhåla som djuret gräver innan. På natten letar den nordliga opossumråttan efter föda. Den äter främst underjordiska svampar samt gräs av arten Alloteropsis semialata. I mindre mått ingår blad, frön, rotfrukter och ryggradslösa djur i födan.
Hannar och honor lever ensam när honan inte är brunstig. De första har cirka 72 hektar stora revir och honornas revir är ungefär 49 hektar stort. Individernas territorier överlappar varandra. Honor kan ha tre kullar per år med en unge per kull. Efter cirka 21 dagar dräktighet kravlar den nyfödda ungen till moderns pung (marsupium) och lever där 110 till 115 dagar. Könsmognaden infaller för honor efter ungefär 11 månader och för hannar efter cirka 14 månader. Nordlig opossumråtta har uppskattningsvis en livslängd av 6 år.

## Hot och status
Beståndet hotas på olika sätt. Det påverkas negativt av skogsavverkningar och av regelbundna skogsbränder. Några individer faller dessutom offer för introducerade tamkatter. Med vildsvinet har arten fått en ny konkurrent om samma föda. Andra ursprungliga australiska däggdjur blev utrotat av rödräven men i den region där nordlig opossumråtta lever är rödräven sällsynt. IUCN kategoriserar arten globalt som starkt hotad.